# Lou Pote
Louis William Pote, detto Lou (Evergreen Park, 21 agosto 1971), è un ex giocatore di baseball statunitense che giocava nel ruolo di lanciatore.